# 帕尔-克诺尔合成
帕尔-克诺尔合成（德語：Paal-Knorr-Synthese）是由1,4-二羰基化合物作原料环化制取呋喃、噻吩或吡咯类化合物的方法。得名於化学家卡尔·帕尔（Carl Paal）和路德维希·克诺尔（Ludwig Knorr）。
原料在无水酸性条件下失水生成呋喃环系：
与氨或伯胺反应生成吡咯环系：
与硫化物（如十硫化四磷）反应生成噻吩环系：